# 裸足のマリー
『裸足のマリー』（Marie）は、1993年製作のベルギー、フランス、ポルトガル合作映画。
当時アイドル女優だったマリー・ジラン主演の青春映画。ジランが訳ありの少女を演じた。幼い少年と一緒に母親探しをするロードムービー。

## キャスト
- マリー・ジェルモー - マリー・ジラン
- トニオ - アレッサンドロ・シゴナ
- マリーの母 - オーロール・クレマン
- パウロ - ステファーヌ・フェラーラ
- ルシア・ブランコ - マルガリーダ・マリノ

## スタッフ
- 監督・脚本：マリアン・ハントヴェルカー
- 製作：ユベール・トワ
- 脚本：リュック・ヤボン、カトリーヌ・ヴェログストレート、パスカル・ロネイ
- 撮影：パトリス・ペイン
- 音楽：ディルク・ブロッセ
- 美術：ピエール・フランソワ・ランボッシュ